# Ragtime Waltz
Le Ragtime Waltz est un type de ragtime qui a pour base la valse à trois temps, mais jouée d'une façon syncopée par rapport à la mélodie. 

## Exemples
- Echoes from the Snowball Club (1898) de Harry P. Guy
- Silk and Rags (1901) de Fred S. Stone
- Bethena (1905) de Scott Joplin
- Tobasco (1909) de Charles L. Johnson
- Pleasant Moments (1909) de Scott Joplin
- Start and Garter (1910) de Axel Christensen
- The Suffragette (1914) de James Scott